# 蒙布朗 (塔拉戈纳省)
蒙布朗（西班牙語：Montblanch，加泰隆尼亞語發音：[mumˈblaŋ]）是西班牙加泰罗尼亚塔拉戈纳省的一个市镇。总面积91平方公里，总人口6064人（2001年），人口密度67人/平方公里。